# Бог (Южный Парк)
Бог (англ. God) — второстепенный персонаж мультипликационного сериала «Южный парк», основанный на христианском Боге.
В «Южном парке» Бог изображён в виде странного существа, гибрида кота, гиппопотама и обезьяны; кроме того, у него есть длинный язык, как у рептилий, которым он ловит мух. Создатели сериала так объяснили внешний вид «своего» Бога: «Почему все считают, что Бог должен выглядеть как пожилой белый парень с седыми волосами? Никто не знает, как выглядит Бог. Мы можем только гадать».
Бог может появиться в Раю, если к нему обращаются; он говорит глубоким, низким, утробным голосом, и при появлении от него исходит сияние. Несмотря на то, что Бог, очевидно, является христианским (он — отец Иисуса), он сам говорит, что является буддистом, а в Рай допускает только мормонов. Однако, в эпизоде «Лучшие друзья навсегда», накануне боя между Раем и Адом, он начинает брать в рай значительно больше людей.
Накануне миллениума Иисус начинает обращаться к Богу за советом. Когда люди требуют от Иисуса, чтобы Бог, в которого они верят, явился к ним, Бог ему отказывает. Затея Иисуса по замене явления Бога концертом Рода Стюарта проваливается, но, когда люди уже собираются распять его снова, Иисус осознаёт, что Бог хотел дать ему решить проблему самостоятельно. Тогда Бог всё же является на Землю, шокировав людей своим видом. Он соглашается ответить на один вопрос людей, и этим вопросом становится вопрос Стэна о том, почему у него не начинаются критические дни. На следующий вопрос Бог обещает ответить спустя ещё две тысячи лет.
Бог в сериале вовсе не ненавидит Сатану. Когда тот является к нему за советом, Бог говорит с ним спокойно, даёт ему совет по поводу его отношений и не высказывает никакого недовольства по поводу того, что они гомосексуалисты. Позже Бог помогает Сатане, отправляя Саддама Хусейна в рай. Однако, когда в серии 904 Сатана идёт войной на Рай, Бог принимает меры: он создаёт приставку PSP и убивает Кенни, который должен управлять войсками Рая благодаря таланту играть в неё.
Тем не менее, ни в этой серии, ни в других сериях позже четвёртого сезона, касающихся вопросов Рая и Ада, Бог не появляется самолично. Единственным исключением оказывается эпизод «Лестница в небо», где он проверяет, не изготавливает ли Саддам Хусейн в раю оружие массового поражения, но не докапывается до истины. Голос Бога в этом эпизоде отличается от того, который звучал раньше, и чем-то напоминает голос Сатаны, звучащий в сериале; однако в эпизоде слышен только голос, но не видно самого Бога.
Несмотря на явление к ним Бога и жизнь по соседству с Иисусом, многие жители Саут-Парка запросто становятся атеистами (например, в эпизодах 608, 1012).